# Fenestrelle
Fenestrelle (piemontesisch Fenestrele, okzitanisch Finistrelas) ist eine italienische Gemeinde in der Metropolitanstadt Turin (TO), Region Piemont und ist Träger der Bandiera Arancione des TCI.

## Lage und Einwohner
Fenestrelle liegt auf einer Höhe von 1215 m über dem Meeresspiegel im Val Chisone, etwa 40 km (Luftlinie) westlich von Turin. Das Gemeindegebiet umfasst eine Fläche von 49 km² und hat 475 Einwohner (Stand 31. Dezember 2023). Zur Gemeinde zählen die Fraktionen (Frazioni) Champs, Puy, Pequerel, Chambons, Depot, Mentoulles, Granges, Saret, Ville Cloze, La Latta und Fondufaux.
Die Nachbargemeinden sind Meana di Susa, Mattie, Usseaux, Pragelato, Roure und Massello.

## Sehenswürdigkeiten

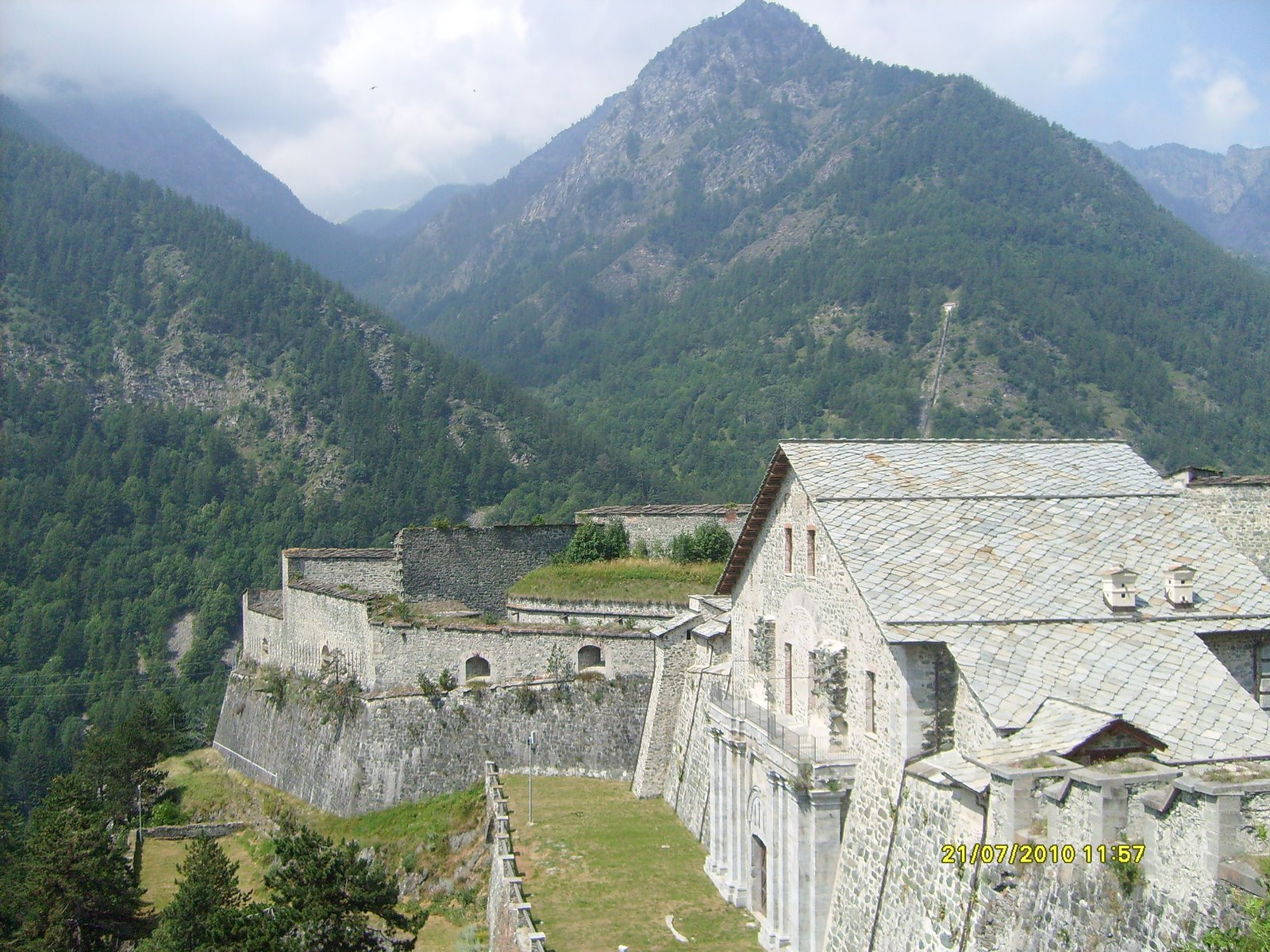
Festung Fenestrelle (2006)

Die barocke Pfarrkirche wurde auf Veranlassung Ludwigs XIV. erbaut und am 25. August 1689 eingeweiht. Sie ist dem Heiligen Ludwig von Frankreich geweiht.
Der Ort ist insbesondere für die hier zwischen 1728 und 1850 errichtete Gebirgsfestung bekannt. Der Komplex ist der größte seiner Art in Europa und besteht aus einer durch Treppen und Wege verbundenen Reihe von einzelnen Festungsanlagen. Die Verbindungstreppen haben insgesamt über 6500 Stufen. Errichtet wurde die Anlage vom Festungsbaumeister Ignazio Bertola zur Abwehr einer möglichen französischen Invasion des Piemonts entlang des Val Chisone.

## Söhne und Töchter
- Jean Borel (1684–1747), deutsch-französischer Mediziner, Physiker und Hochschullehrer